# The Thing (игра)
The Thing (с англ. — «Не́что») — видеоигра, разработанная компанией Computer Artworks и изданная Universal Interactive в 2002 году для PlayStation 2, Xbox и Windows. Сюжетно игра является продолжением одноимённого фильма Джона Карпентера. На территории России игра официально не издавалась, существует нелицензионная версия игры, переведённая студией «Фаргус». 6 декабря 2024 года вышел ремастер игры.

## Игровой процесс

### Игрок
Игрок управляет капитаном Джоном Блейком. В отличие от большинства игр подобного жанра, способности персонажа в данной игре урезаны: Блейк не может прыгать или залезать на какие-либо предметы.
Для ведения боя в игре есть два режима:
- Обычный режим от третьего лица. В нём игрок может свободно передвигаться, и когда на достаточно близком расстоянии показывается враг, включается автонаводка. Игроку нужно держать противника на виду и нажать кнопку выстрела. В режиме автонаводки Блейк не слишком хорошо стреляет, но точность можно повысить, если присесть. Цвет прицела автоматического наведения также указывает примерное состояние здоровья противника. Игрок может настроить угол зрения, в котором будет действовать автонаводка.
- Режим прицеливания от первого лица. В данном режиме движения игрока ограничены одним шагом вправо, или влево. В этом режиме нет автоматического наведения — игрок должен сам наводить прицел на врага. В режиме от первого лица Блейк стреляет точно туда, куда направлен прицел.

Так как действие игры происходит в Антарктике, низкие температуры сказываются и на персонаже. Длительное нахождение на открытом пространстве чревато тем, что Блейк может замёрзнуть.

### Отряд
В процессе игры игрок также сталкивается с персонажами, которые ему не враждебны. Зачастую этими NPC можно командовать с момента встречи, иногда при выполнении определённых условий. В игре есть меню отряда, через которое игрок выдает команды и снаряжение своим подчиненным, а также может следить за их состоянием здоровья. Члены отряда бывают трех специальностей: солдат, медик и инженер.
- Инженер может починить распределительные коробки, встречающиеся в игре и подающие электричество для каких-либо механизмов. Некоторые из них игрок может починить сам. Инженеры обычно одеты в костюмы синего цвета, и в меню отряда фон их ячеек синий.
- Медики лечат игрока и других членов команды, но не могут вылечивать себя. Поэтому за их состоянием игрок должен смотреть. Медики обычно одеты в белые костюмы с красным крестом на спине. В меню отряда фон их ячеек красный.
- Солдат не обладает особыми способностями, но он может помогать игроку отстреливаться от врагов. Солдаты чаще всего одеты в костюмы зелёного цвета и иногда носят шлемы. В меню отряда фон их ячеек зелёный.

У многих персонажей в игре есть черты личности. Когда отряд находится в безопасной обстановке, подчиненные могут «заскучать» — начать зевать и переговариваться друг с другом. Странные шумы, растерзанные тела или большие монстры могут напугать членов отряда (степень испуга проявляется в меню отряда и в иконках над головами). Если подчиненный игрока слишком напуган, он может стрелять во все стороны, или в других членов отряда. Когда испуг достигает максимального уровня, NPC становится неуправляемым: он в ужасе бросает оружие и припадает к земле, или же кончает жизнь самоубийством. Чтобы поднять уверенность в себе подчиненному, игрок может выдать ему хорошее оружие, или сделать инъекцию адреналина.
Важную роль во взаимоотношениях игрока и его отряда играет доверие. NPC подчиняется игроку, если в меню отряда шкала его доверия зелёная. Если цвет жёлтый — персонаж не подчиняется, но и не враждует с игроком. Когда шкала красная, NPC будет атаковать Блейка. Бесцельная стрельба, попадания в своих, или неучастие в бою игрока, негативно отражается на доверии. Выдача своим подчиненным мощного оружия, поддержание их здоровья и уничтожение врага, повышает уровень доверия. Если персонаж отказывается подчиняться, его можно принудить к действию, угрожая оружием, что тоже негативно отразится на доверии подчиненного и других, ставших свидетелями этого.
Как и в фильме, инфицированы могут быть члены отряда игрока. Они подчиняются ему, пока инфекция не захватит их полностью, после чего превращаются в монстров. Чтобы удостовериться в том, что NPC — человек, можно воспользоваться анализатором крови, но это не слишком полезно. Большинство ситуаций, в которых подчиненный игрока превращается в Нечто, строго заскриптованы, и проверка крови на инфекцию, сделанная минуту назад, может показать отрицательный результат.

## Сюжет
Сюжет игры является продолжением фильма. На «Северный пост 31» и на норвежскую полярную станцию отправлены военные для расследования ситуации. Капитан Блейк, в составе группы «Бета», высаживается на территории американского поста. Отряд обнаруживает, что база лежит в руинах. В лаборатории им удается обнаружить растерзанное человеческое тело, и информацию о вирусе, который был обнаружен полярниками, а в изоляторе — останки инопланетного корабля.
Командующий операцией, полковник Уитли, приказывает уничтожить все уцелевшие здания при помощи взрывчатки. После выполнения этого задания группу «Бета» подбирает вертолёт.
Блейк узнает, что у команды «Альфа», отправленной на норвежскую станцию, возникли некие проблемы и просит полковника разрешения отправиться туда. После отказа в резкой форме, капитан идёт против воли Уитли и в одиночку высаживается у норвежской станции, в то время как остальной отряд возвращается на базу.
По прибытии, Блейк обнаруживает инженера Картера, который сообщает о том, что на них напали бесформенные твари и отряд разошёлся по разным уголкам станции. Исследовав морозильную камеру, они находят ещё одного бойца, Круза, который и говорит о том, что капитан Пирс находится на Аванпосте «Юг». Блейк вместе с ними отправляется туда. Они добираются до небольшого строения, где находят Пирса, который встречает капитана стрельбой из огнемёта и говорит, что не поверит ему, пока тот не сделает анализ крови, доказав тем самым, что он не инфицирован. Анализ показывает, что Блейк не заражен, в то время как результаты анализа Круза и Картера дают положительный результат. Они превращаются в «Нечто». Уничтожив их, Пирс соглашается следовать за Блейком.
Через некоторое время Блейк теряет Пирса в снежной буре. С находящейся неподалёку башни кто-то начинает бросать в капитана гранаты. Им оказывается Пэйс — ещё один боец «Альфы», который тоже замечает, что пытается убить человека, а не чудовище. Он рассказывает, что в этом месте полно монстров, а где-то недалеко прячется Уильямс — медик. Они отправляются на его поиски и находят его в одном из здании. Но тот отказывается идти с ними, пока те не уничтожат трех «ходунов» — крупных тварей, бегающих где-то в комнатах станции. После того, как все три монстра были уничтожены, Уильямс присоединяется к отряду. Вместе они идут в радиорубку, но находят средства связи сломанными.
Группа отправляется в медицинский центр, чтобы найти запасную рацию, но её уже кто-то забрал, а сам центр подвергается атаке больших скоплений монстров. Отбив атаку и выйдя из центра, Блейк видит убегающего от него человека.
Вместе с двумя солдатами Блейк отправляется на метеостанцию, чтобы найти убежавшего, который и взял запасную рацию. Пейс и Уильямс превращаются в монстров. Капитан, осмотрев все здания, находит Пирса, который собирается покончить с жизнью потому, что чувствует в себе инфекцию. Блейк пытается его отговорить, но безуспешно. Посмотрев в телескоп, капитан видит что-то, очень сильно напоминающее НЛО (по записям в компьютере, туда перевозили оборудование и снаряжение).
Пройдя в ангар, капитан обнаруживает инженера Коллинза, который рассказывает ему, что преследовал какого-то человека, который был ему незнаком. Вместе с ним Блейк зачищает ангар и чинит систему энергопитания. При спуске в подвал ангара Коллинз превращается в Нечто (можно его убить, а можно просто уйти, так как гнаться за вами он не будет). В комнате под ангаром Блейк встречает огромную тварь, и, уничтожив её, находит люк, ведущий в какие-то подземные помещения. Там он обнаруживает лабораторию, где делает неожиданные открытия. Корпорация «Gen Inc», операции которой в Антарктиде возглавляет полковник Уитли, знает о существовании «Нечто» и пытается вести исследования инфекции. Инопланетная форма жизни оказалась слишком трудно контролируемой, что привело к смерти большей части персонала.
В лаборатории Блейк находит запертых в комнатах инженера, а в наблюдательных камерах — того самого норвежца, которого он преследовал, и доктора Фарадея, руководителя исследований «Нечто». Выбравшись наверх, они встречают Уитли в сопровождении нескольких десятков солдат. Со слов полковника, Блейк узнает, что тот был прекрасно осведомлен о вирусе ещё до начала операции. В ярости он кидается на Уитли, но тот усыпляет его транквилизаторами.
Капитана Блейка доставляют в лабораторию, где в ходе нескольких экспериментов учёным удаётся обнаружить довольно стойкий иммунитет к инфекции у Блейка. Тем временем Уитли рассказывает Фарадею планы исследований. Полковник хочет доказать, что «Нечто» можно контролировать, и он сам готов стать первым подопытным объектом. Фарадей отказывается помогать Уитли, и полковник убивает его.
Очнувшись, Блейк обнаруживает, что вся медицинская лаборатория охвачена инфекцией. Собрав небольшую группу из выживших членов персонала, Блейк пытается покинуть лабораторию, но в одном из помещений встречает ещё одну огромную тварь. Уничтожив её, он находит включатель лифта и взрывчатку с таймером. Ему едва удается добежать до лифта, как лаборатория взрывается.
Выбравшись на поверхность, он попадает на склад, где один инженер рассказывает ему о неком грузе, который Уитли собирается отправить на материк. Джон понимает, что груз — инфекция. Найдя на складе взрывчатку, он отправляется на взлётно-посадочную полосу и выводит из строя самолёты, после этого он продолжает поиски Уитли.
Наконец Блейку удаётся догнать полковника на испытательном полигоне, где выясняется, что Уитли заражён, причём выведенным в лабораториях более огнеупорным штаммом вируса. Блейк в ходе преследования попадает на место падения НЛО, откуда и начинались события фильма. Уитли превращается в огромную гидру. Прилетает вертолёт и подбирает Блейка. Капитан, встав за пулемёт на борту, расстреливает бочки с горючим, уничтожает чудовище, устраняя очаг инфекции. После боя Блейк спрашивает у вертолётчика в ковбойской шляпе его имя и тот, впервые повернувшись в камеру лицом, отвечает, что он Ар Джей Макриди (главный герой фильма Карпентера).

## Продолжения
В 2003 году планировалось выпустить The Thing 2. Однако игра так и не была выпущена Computer Artworks. Позднее в интернет были выложены арт-рисунки и 2 видеоролика.

## Ремастер
В 2024 году компания Nightdive Studios объявила об Remastered-версии игры, которая выйдет на платформах Windows, Nintendo Switch, PlayStation 4, PlayStation 5, Xbox One, Xbox Series X/S. 5 декабря 2024 года игра вышла на этих платформах.
В отчёте за 2024 год компания Atari отметила успех ремастера, но не привела конкретные цифры продаж.

## Отзывы в прессе
| Сводный рейтинг       | Сводный рейтинг | Сводный рейтинг     | Сводный рейтинг     | Сводный рейтинг   |
| Издание               | Оценка          | Оценка              | Оценка              | Оценка            |
| Издание               | Общая           | PC                  | PS2                 | Xbox              |
| --------------------- | --------------- | ------------------- | ------------------- | ----------------- |
| GameRankings          |                 | 77,33 %             | 80,27 %             | 77,16 %           |
| Metacritic            |                 | 77/100 (19 обзоров) | 78/100 (27 обзоров) | 77/100 (21 обзор) |
| MobyRank              |                 | 78/100              | 81/100              | 85/100            |
| Иноязычные издания    |                 |                     |                     |                   |
| Издание               | Оценка          | Оценка              | Оценка              | Оценка            |
| Издание               | Общая           | PC                  | PS2                 | Xbox              |
| 1UP.com               |                 |                     | С+                  |                   |
| AllGame               |                 | [ 18 ]              |                     |                   |
| Eurogamer             | 5/10            |                     |                     |                   |
| GamePro               |                 |                     | [ 20 ]              | [ 21 ]            |
| GameSpot              |                 | 7,7/10              | 8,4/10              | 8,4/10            |
| GameSpy               |                 | [ 25 ]              | [ 26 ]              | [ 27 ]            |
| IGN                   |                 | 8,5/10              |                     |                   |
| XboxAddict            |                 |                     |                     | 86,9 %            |
| GameStats             |                 | 7,6/10              | 7,7/10              | 7,9/10            |
| Русскоязычные издания |                 |                     |                     |                   |
| Издание               | Оценка          | Оценка              | Оценка              | Оценка            |
| Издание               | Общая           | PC                  | PS2                 | Xbox              |
| Absolute Games        |                 | 75 %                |                     |                   |
| «Домашний ПК»         |                 | [ 34 ]              |                     |                   |
| «Игромания»           |                 | 9,0/10              |                     |                   |
| «Страна игр»          |                 | 7,5/10              |                     |                   |